# Paris-Roubaix de 2010
A 108.ª edição da carreira ciclista Paris-Roubaix, teve lugar a 11 de abril de 2010 entre Compiègne e o velódromo André-Pétrieux de Roubaix. Trata-se da nona prova do UCI World Ranking de 2010. A vitória está vencida em solitário pelo suíço Fabian Cancellara (Team Saxo Bank), que realiza assim o duplicado após a sua vitória durante o Tour de Flandres. Avança a Thor Hushovd e Juan Antonio Flecha.
Não obstante Leif Hoste é disqualificado das carreiras às quais tem participado entre o 1 julho  de  2008 e o 31 dezembro  de  2010 como consequência de anomalias em seu passaporte biológico. Sébastien Hinault vê-se depois atribuido o oitavo lugar da carreira enquanto Hayden Roulston apodera-se do nono. Ademais todos os demais corredores classificados até ao vigésimo primeiro posto se vêm igualmente ganhar uma faixa, o lugar de 21º fica vago.

## Apresentação

### Percorrido
Francis Delrue, o prefeito do município de Baisieux tomou um decreto municipal, como consequência da edição de 2009 para proibir a passagem da Paris-Roubaix no Carrefour de l'Arbre. Introduzia a contaminação nos campos e a agresividade de certos espectadores, devido em parte ao consumo de álcool no sector. Finalmente, este sector reputado por ser um ponto estratégico da carreira, será outra incluido no percurso da edição 2010, após que o prefeito de Baisieux tenha retirado o decreto municipal que proibia a passagem da 108ª edição do Inferno do Norte. Não obstante, a zona estará regulamentada.
O percurso é o mesmo que em 2009.
| Sector | Quilómetro | Localização                              | Comprimento | Dificuldade |
| ------ | ---------- | ---------------------------------------- | ----------- | ----------- |
| 27     | 98         | Troisvilles > Inchy                      | 2 200 m     | 03          |
| 26     | 104,5      | Viesly > Quiévy                          | 1 800 m     | 03          |
| 25     | 107        | Quiévy > Saint-Python                    | 3 700 m     | 04          |
| 24     | 112        | Saint-Python]]                           | 1 500 m     | 02          |
| 23     | 119,5      | Vertain > San Martín-sobre-Écaillon      | 2 300 m     | 03          |
| 22     | 126,5      | Capelle-sur-Écaillon > Le-Buat           | 1 700 m     | 03          |
| 21     | 138,5      | Verchain-Maugré > Quérénaing             | 1 600 m     | 03          |
| 20     | 141,5      | Quérénaing > Maing                       | 2 500 m     | 03          |
| 19     | 144,5      | Maing > Monchaux-sur-Écaillon            | 1 600 m     | 03          |
| 18     | 156        | Haveluy > Wallers                        | 2 500 m     | 04          |
| 17     | 164        | Bosque de Arenberg                       | 2 400 m     | 05          |
| 16     | 176,5      | Hornaing > Wandignies-Hamage             | 3 700 m     | 03          |
| 15     | 184        | Warlaing > Brillon                       | 2 400 m     | 03          |
| 14     | 187,5      | Tilloy-lez-Marchiennes > Sars-e-Rosières | 2 400 m     | 03          |
| 13     | 194        | Beuvry-sur-Bosque > Orchies              | 1 400 m     | 03          |
| 12     | 199        | Orchies                                  | 1 700 m     | 03          |
| 11     | 205        | Auchy-lez-Orchies > Bersée               | 2 600 m     | 03          |
| 10     | 210,5      | Mons-en-Pévèle                           | 3 000 m     | 05          |
| 9      | 216,5      | Mérignies > Pont-a-Marcq                 | 700 m       | 02          |
| 8      | 219,5      | Pont-Thibaut > Ennevelin                 | 1 400 m     | 03          |
| 7-2    | 225,5      | Templeuve (L'Épinette)                   | 200 m       | 01          |
| 7-1    | 226        | Templeuve (Moulin-de-Vertain)            | 500 m       | 02          |
| 6-2    | 232,5      | Cysoing > Bourghelles                    | 1 300 m     | 04          |
| 6-1    | 235        | Bourghelles > Wannehain                  | 1 100 m     | 04          |
| 5      | 239,5      | Camphin-en-Pévèle                        | 1 800 m     | 04          |
| 4      | 242        | Carrefour de l'Arbre                     | 2 100 m     | 05          |
| 3      | 244,5      | Gruson                                   | 1 100 m     | 02          |
| 2      | 251        | Willems > Hem                            | 1 400 m     | 01          |
| 1      | 257,5      | Roubaix                                  | 300 m       | 01          |
| Total  | Total      | Total                                    | 52 900 m    | 52 900 m    |

### Concorrentes
Lista de saída

#### Equipes
A lista das equipas que participam nestas Paris-Roubaix tem sido devolvido pública em 13 março  de . Compreende 25 equipas, cujas dezasseis equipas ProTour e nove equipas continentais profissionais :
- equipas ProTour : Team Milram, Omega Pharma-Lotto, Quick Step, Team Saxo Bank, Caisse d'Épargne, Euskaltel-Euskadi, Garmin-Transitions, Team HTC-Columbia, Fdj.fr, Team RadioShack, AG2R La Mondiale, Lampre-Farnese Vini, Liquigas-Doimo, Rabobank, Team Sky, Team Katusha
- equipas continentais profissionais : BMC Racing, BBox Bouygues Telecom, Cofidis, Saur-Sojasun, Acqua & Sapone Androni Giocattoli, Skil-Shimano, Vacansoleil, Cervélo TestTeam

Duas equipas ProTour, Astana Pro Team e Footon-Servetto, não são  presentes.

#### Favoritos
Tom Boonen (Quick Step), triplo vencedor de Paris-Roubaix, e Fabian Cancellara (Team Saxo Bank), lauréat da Volta à Flandres no domingo precedente e de Paris-Roubaix de 2006, são os principais favoritos. Eles para ponto comum de ter em sua equipa outro pretendientes à vitória, respectivamente Stijn Devolder e Matti Breschel. As demais favoritos estão George Hincapie, Marcus Burghardt (BMC Racing), Thor Hushovd (Cervélo TestTeam), Filippo Pozzato (Team Katusha), Greg Van Avermaet, Leif Hoste (Omega Pharma-Lotto), Tyler Farrar (Garmin-Transitions) e Bernhard Eisel (Team HTC-Columbia). Em mudança, Edvald Boasson Hagen (Team Sky), vencedor de Gante-Wevelgem de 2009, tem declarado nulidade. Alessandro Ballan (BMC Racing) não participa  também não estas Apostas-Roubaix. Tem sido suspendido provisionalmente pela sua equipa após ter sido citado entre as pessoas que fazem o objeto de uma encuesta na um tráfico de produtos dopantes em Itália
O Neerlandés Servia Knaven, vencedor em 2001, participando em seu décimo sexto Paris-Roubaix, iguala o recorde de Raymond Impanis de dezasseis participações.

## Relato da carreira
Maarten Wynants (Quick Step), Mikhail Ignatiev (Team Katusha), Jeremy Hunt (Cervélo TestTeam), Sebastian Lang (Omega Pharma-Lotto), Gregory Henderson, Christopher Sutton (Team Sky), Kasper Klostergaard (Team Saxo Bank), Matthew Goss, Adam Hansen (Team HTC-Columbia), Rick Flens, Tom Leezer (Rabobank), Yohann Gene (BBox Bouygues Telecom), Romain Zingle (Cofidis), Gorik Gardeyn (Vacansoleil), Roy Curvers, Mitchell Docker (Skil-Shimano), Iñaki Isasi (Euskaltel-Euskadi), Jimmy Engoulvent, Stéphane Poulhiès (Saur-Sojasun) escapam-se em começo de carreira. Estes 19 escapados contam até 4 minutos e 5 segundos de antemão ao km 111.
De numerosas quedas perturbam o pelotão, levado pelos corredores do Team Saxo Bank. Sobretudo, Stijn Devolder (Quick Step) vê a terra ao km 113. Os homens de cabeça são retomado finalmente ao quilómetro 192.

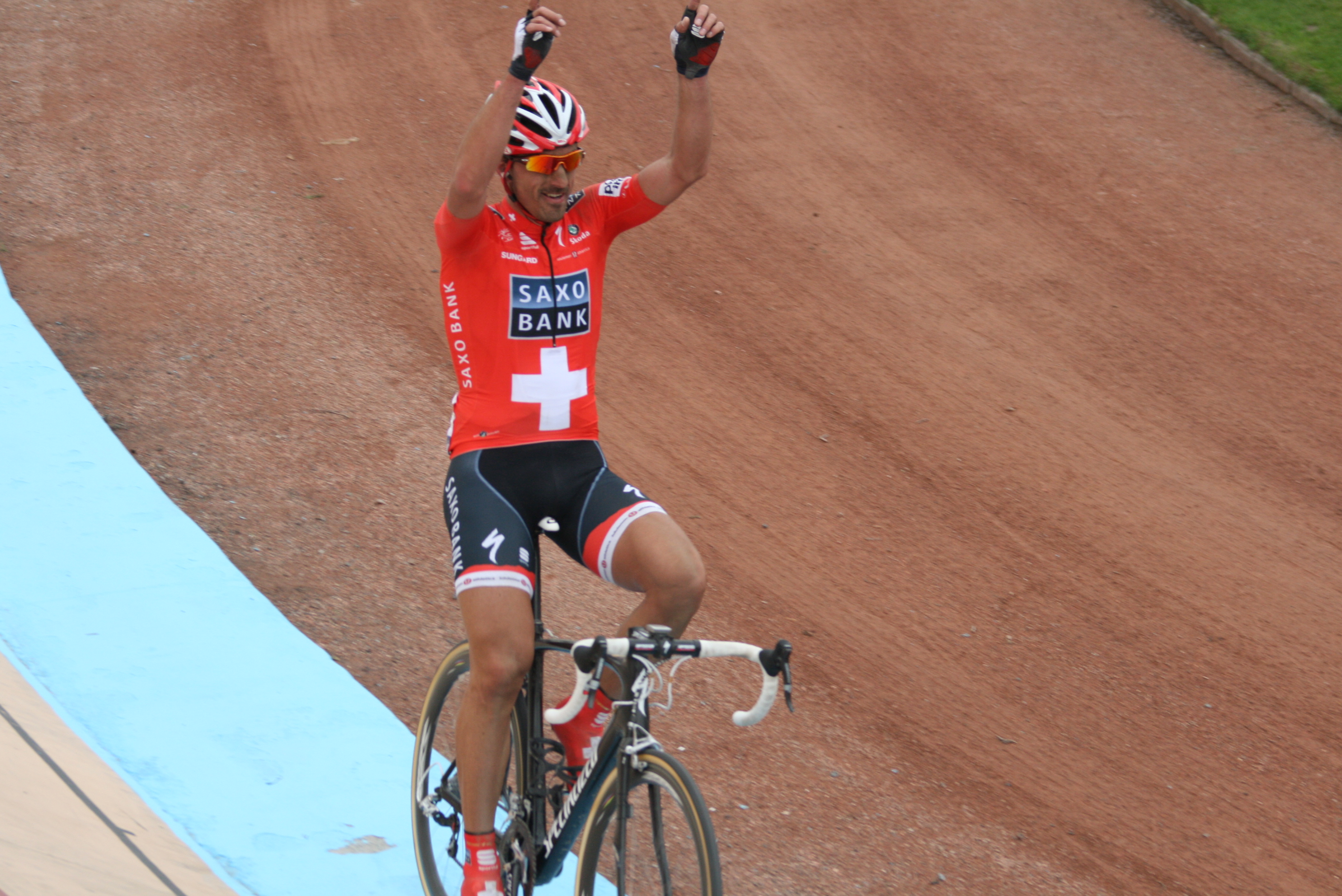
Fabian Cancellara à chegada ao velódromo André-Pétrieux

Vários ataques vão ter então lugar, mas nenhuma não leva avante. Sébastien Hinault (AG2R La Mondiale), Leif Hoste (Omega Pharma-Lotto) e Björn Leukemans (Vacansoleil) cheguem a se extirper do pelotão. Enquanto este trío não tem mais que cinquenta metros de antemão, Fabian Cancellara (Team Saxo Bank) ataque. Pessoa não pode o seguir. Ele consegui rapidamente uma separação consequente na um grupo de perseguidores composto de Tom Boonen (Quick Step), Filippo Pozzato (Team Katusha), Thor Hushovd, Roger Hammond (Cervélo TestTeam), Leif Hoste (Omega Pharma-Lotto), Juan Antonio Flecha (Team Sky), Sébastien Hinault (AG2R La Mondiale) e Björn Leukemans (Vacansoleil). Esta separação atingida um máximo de 3 minuto e 5 segundos a 33 km da chegada. Enquanto Sébastien Hinault fica para trás enquanto, Hushovd e Flecha atacam ao Carrefour de l'Arbre. Insuficiente no entanto para a vitória, já que Fabian Cancellara impõe-se em Roubaix, 2 minutos ante Thor Hushovd e Juan Antonio Flecha. Tom Boonen termina finalmente quinto. O Suíça consegue pois um segundo Paris-Roubaix, após aquele de 2006 e a última edição da Volta à Flandres, e resulta o 13.º corredor da história a inscrever ao menos duas vez seu nome ao palmarés de o Inferno do Norte e o 10.º a conseguir o duplicado Flandres-Roubaix

## Classificação final

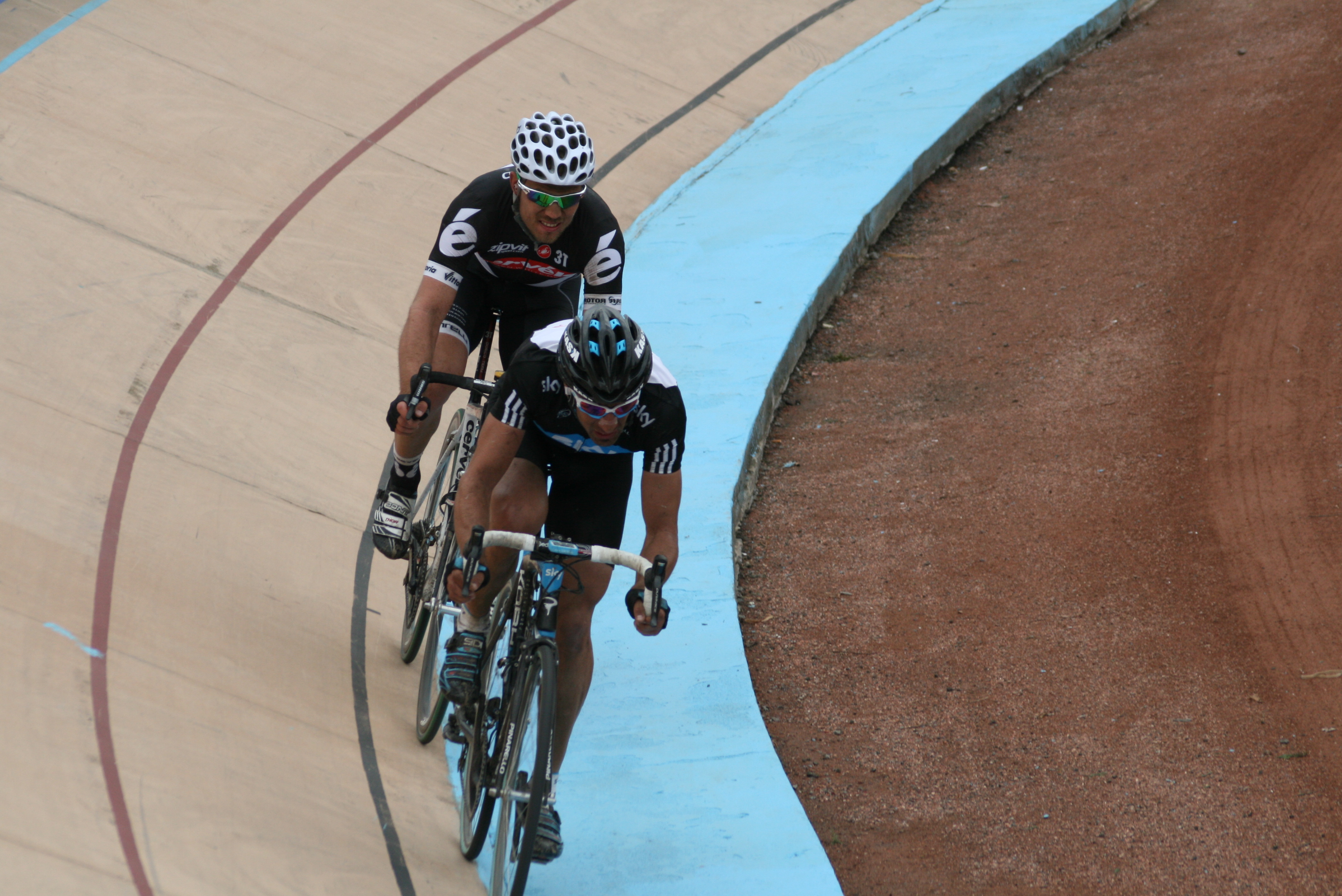
Thor Hushovd e Juan Antonio Flecha à chegada da carreira

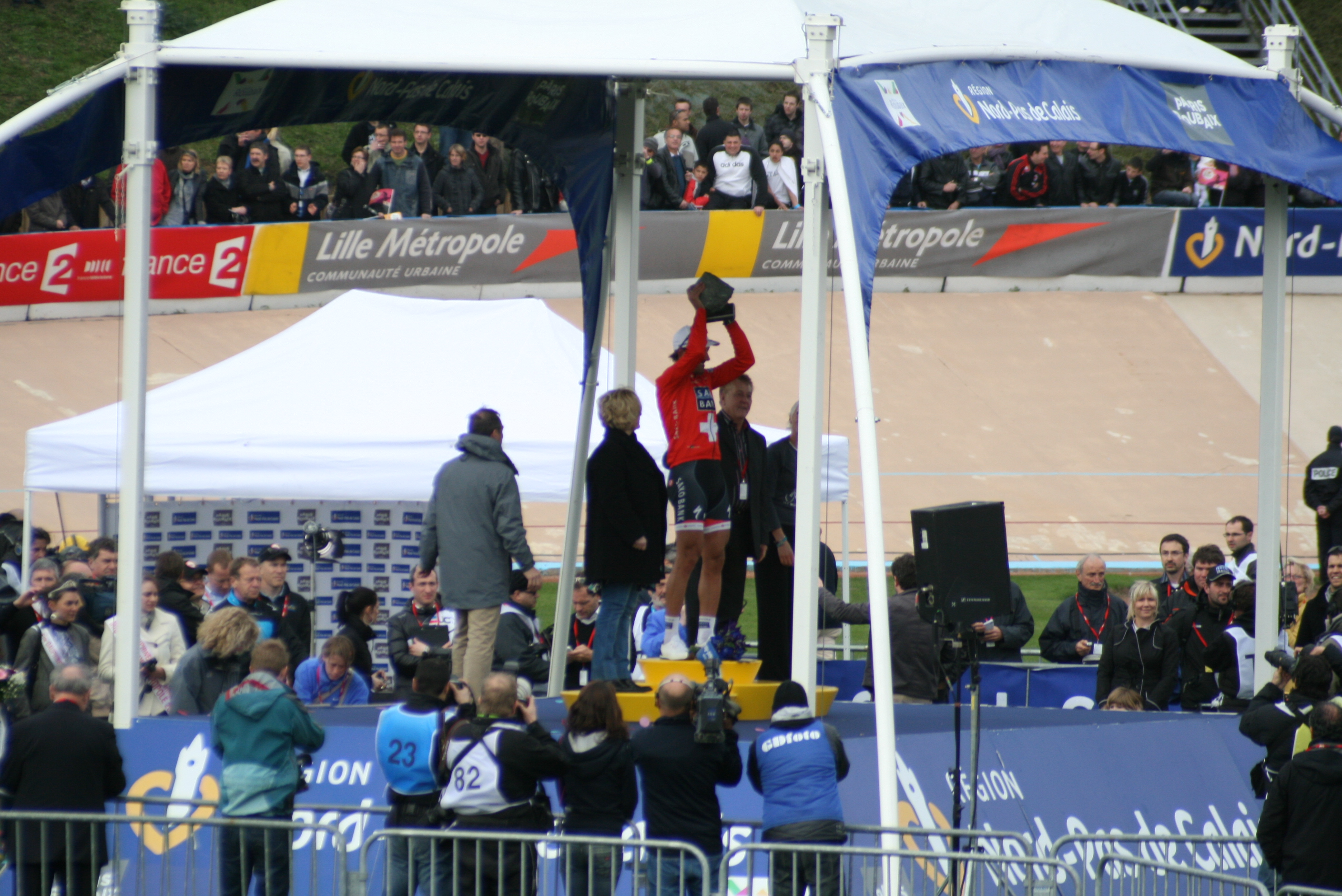
Fabian Cancellara no pódio

Classificação completa no website oficial
|    | Ciclista            | País          | Equipa             |    | Tempo             |
| -- | ------------------- | ------------- | ------------------ | -- | ----------------- |
| 1  | Fabian Cancellara   | Suíça         | Team Saxo Bank     | em | '6 h 35 min 10 se |
| 2  | Thor Hushovd        | Noruega       | Cervélo TestTeam   | +  | 2 min 00 s        |
| 3  | Juan Antonio Flecha | Espanha       | Team Sky           |    | 2 min 00 s        |
| 4  | Roger Hammond       | Reino Unido   | Cervélo TestTeam   |    | 3 min 14 s        |
| 5  | Tom Boonen          | Bélgica       | Quick Step         |    | 3 min 14 s        |
| 6  | Björn Leukemans     | Bélgica       | Vacansoleil        |    | 3 min 20 s        |
| 7  | Filippo Pozzato     | Itália        | Team Katusha       |    | 3 min 46 s        |
| -  | Leif Hoste          | Bélgica       | Omega Pharma-Lotto |    | 5 min 16 s        |
| 8  | Sébastien Hinault   | França        | AG2R La Mondiale   |    | 6 min 27 s        |
| 9  | Hayden Roulston     | Nova Zelândia | Team HTC-Columbia  |    | 6 min 59 s        |
| 10 | Grégory Rast        | Suíça         | Team RadioShack    |    | 7 min 0 s         |

## Pontos UCI
| #  | Corredor            | Equipa             | Pts |
| -- | ------------------- | ------------------ | --- |
| 1  | Fabian Cancellara   | Team Saxo Bank     | 100 |
| 2  | Thor Hushovd        | Cervélo TestTeam   | 80  |
| 3  | Juan Antonio Flecha | Team Sky           | 70  |
| 4  | Roger Hammond       | Cervélo TestTeam   | 60  |
| 5  | Tom Boonen          | Quick Step         | 50  |
| 6  | Björn Leukemans     | Vacansoleil        | 40  |
| 7  | Filippo Pozzato     | Team Katusha       | 30  |
| 8  | Leif Hoste          | Omega Pharma-Lotto | 20  |
| 9  | Sébastien Hinault   | AG2R La Mondiale   | 10  |
| 10 | Hayden Roulston     | Team HTC-Columbia  | 4   |